# Eriocaulon atroides
Eriocaulon atroides är en gräsväxtart som beskrevs av Yoshisuke Satake. Eriocaulon atroides ingår i släktet Eriocaulon och familjen Eriocaulaceae. Inga underarter finns listade i Catalogue of Life.